# V. Chkalov
Die V. Chkalov (russisch В. Чкалов) ist ein Flusskreuzfahrtschiff, das im März 1954 in der DDR auf der VEB Mathias-Thesen-Werft in Wismar gebaut wurde und zur Rodina-Klasse, Projekt 588 (in Wismar jedoch Projekt Tschkalow, nach diesem ersten Schiff der Baureihe, genannt), deutsche Bezeichnung BiFa Typ A (Binnenfahrgastschiff Typ A), gehört. Das Schiff wird von OAO PassaschirRetschTrans auf dem Jenissei betrieben.

## Beschreibung
Das Flusskreuzfahrtschiff mit drei Passagierdecks wurde im März 1954 für die Reederei Jenisseiskoje Retschnoje Parochodstwo (Jenissei-Flussreederei) in Krasnojarsk gebaut. Es gehört zu einer 1954 bis 1961 hergestellten Baureihe von 49 Schiffen der Rodina-Klasse. Das Schiff verfügt über einen dieselelektrischen Antrieb mit drei Hauptmotoren. Das Schiff ist nach dem sowjetischen Piloten Waleri Tschkalow benannt.
2014 wird das Schiff auf der Strecke Dudinka – Jenisseisk – Krasnojarsk eingesetzt.

## Ausstattung
An Bord befinden sich zwei Restaurants, eine Bar, Lesesaal, Musiksalon.